# HMS Gotland (Gtd)
HMS Gotland (Gtd) är en ubåt i den svenska marinen. Den sjösattes 1995. Hon är det första fartyget i Gotland-klassen där också ubåtarna HMS Halland och HMS Uppland ingår.

HMS Gotlands vapen.

## Konstruktion
Ubåten Gotland designades och byggdes av Kockums i Malmö och sjösattes den 2 februari 1995. Honnörsstyrkan vid sjösättningen utgjordes av amfibiekompaniet från Fårösunds Marinbrigad (FMB). Från Gotland deltog bland annat landshövdingen, kommunfullmäktiges ordförande, Gotlands militärkommandos chef (CMKG) och chefen FMB.
Hon bygger i allt väsentligt på ubåt av Västergötland-klass, men med en hel del förbättringar. Ubåtstypen har två dieselmotorer och två stirlingmotorer vilket ger luftoberoende och fördubblad uthållighet jämfört med tidigare ubåtstyper. En gascykel driver en generator som laddar upp båtens batteri som är kopplad till propellermotorn. För passiv spaning är hon utrustad med cirkulär sonar och FAS ("Flank Array Sonar").

## Halvtidsmodifiering (HTM)
Mellan 2016 och juni 2018 halvtidsmodifierades HMS Gotland vid Karlskronavarvet. Ubåten delades och förlängdes med ca 2 m till 62,7 m. Nytt deplacement i ytläge är 1580 ton. I moderniseringen av ca 20 nya system ingick bl.a. nya Stirlingmotorer, nya stridsledningssystem, ny sonar, dykarklocka och periskopet har bytts till optronisk mast. Upprustningen kostade 1 miljard kronor. Den 14 maj 2020 överlämnade Försvarets materielverk HMS Gotland åter till Försvarsmakten.

## Framgångar i USA
Från juni 2005 till augusti 2007 hyrde USA HMS Gotland för ett övningssamarbete med den amerikanska ubåtsflottan i San Diego. Huvudsyftet med samarbetet var att underlätta för deltagare i internationella fredsfrämjande insatser och utveckla de båda ländernas ubåtsvapen. Svensk ubåtspersonal agerade tillsammans med USA vid Kaliforniens kust och övningarna leddes från Hawaii. Den svenska personalen inkvarterades på Stillahavsflottans ubåtsbas vid Point Loma. Under tiden i San Diego genomgick hon två översyner och man hade två besättningar på plats. Gotland anpassades inför USA-resan med bland annat ett nytt periskop som fått en infraröd kamera och en bildförstärkarfunktion.
Övningarna gick så pass bra att flera nationer började visa intresse för den svenska ubåten. Gotland hade från undervattensläge lyckats ta foton av ett amerikanskt hangarfartyg från relativt nära håll. Den amerikanska flottan hade svårigheter att lokalisera henne på grund av de extremt tystgående stirlingmotorerna.[källa behövs] Framgångarna spred sig och andra mindre nationer visade stort intresse för de svenska ubåtarna. Japan har börjat köpa stirlingmotorer till alla sina nya ubåtar, som de bygger en per år av.
I april 2006 hade den amerikanska flottan fortfarande svårigheter med att finna ubåten. I juni 2006 lade USA fram ett förslag om att ubåten skulle stanna i USA i ytterligare ett år. Riksdagen tog beslut hösten 2006. Återresan från USA skedde den 14 juli 2007 då transportfartyget Eide lämnade San Diego. Den 26 augusti 2007 var Gotland tillbaka i Sverige för översyn och underhåll som USA bland annat var med och betalade. Gotland hade gått dubbla driftstiden under det första året, mellan 3 000 och 4 000 timmar, mot normalt omkring 2 000 i Sverige.
Som en följd av det goda samarbetet påbörjade det svenska och det amerikanska försvaret ett större samarbete kring undervattens- och kustnära strid. Ubåtsoperationen i USA var den största internationella hittills i 1. ubåtsflottiljens historia.

## Populärkultur
HMS Gotland nämns i Jan Guillous roman Madame Terror (2006) när hon ligger i hamn vid örlogsbasen i San Diego, Kalifornien.

## Galleri

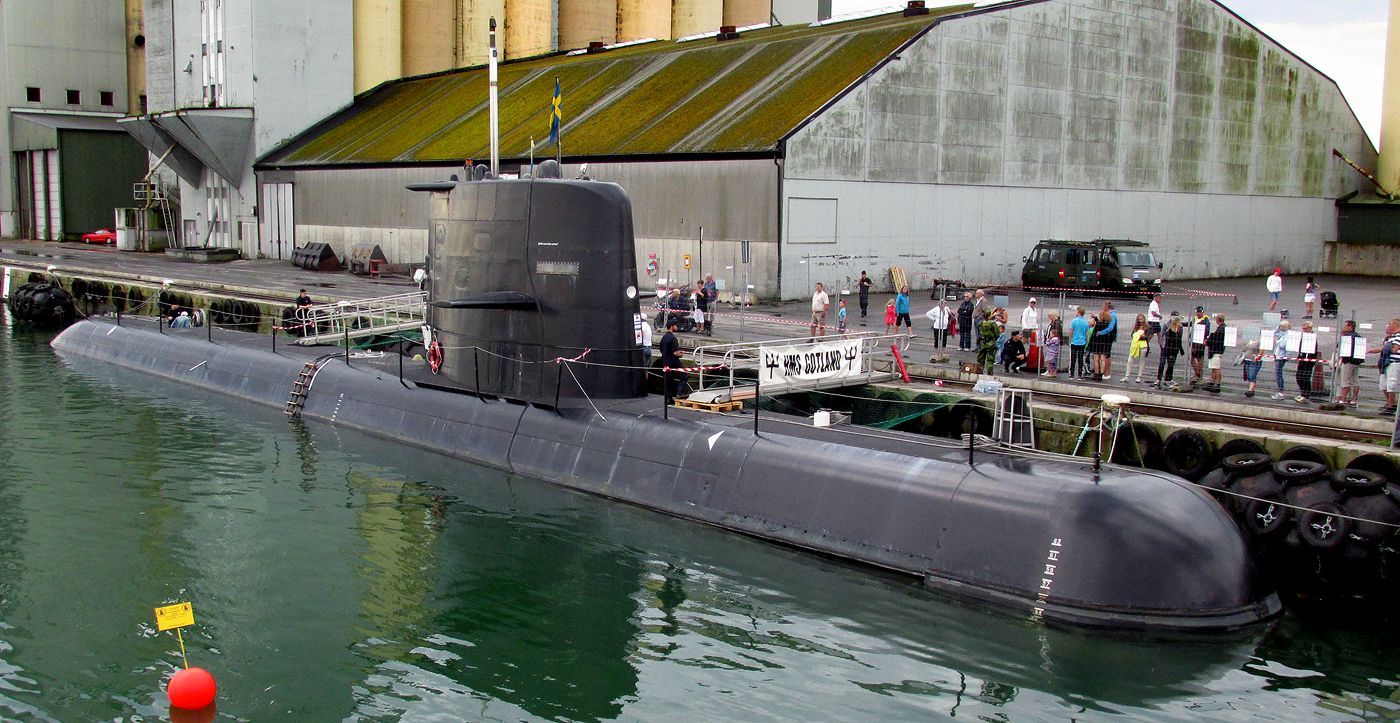
HMS Gotland på besök i Ystad 8 augusti 2015.
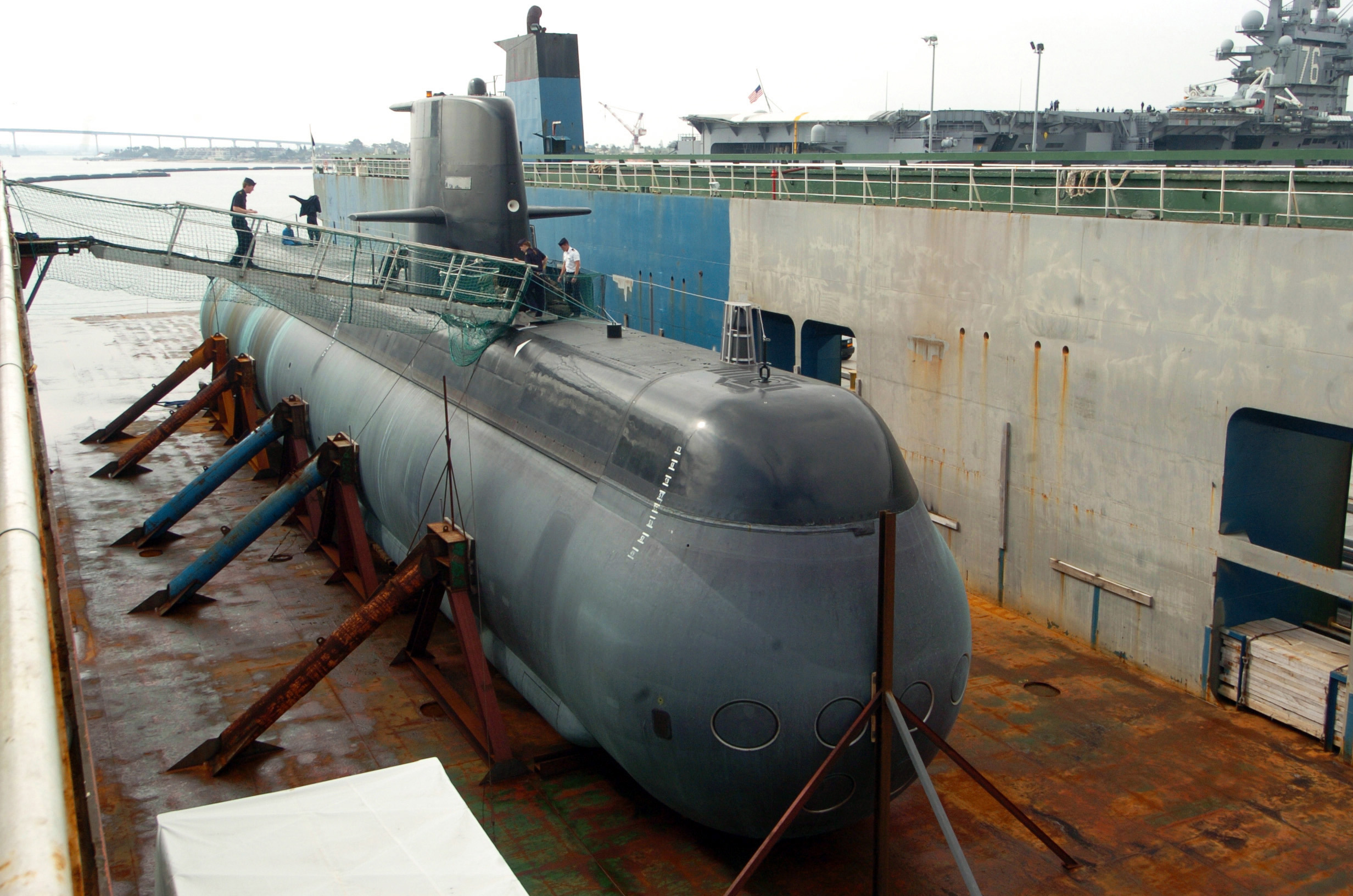
HMS Gotland ombord ett transportfartyg.
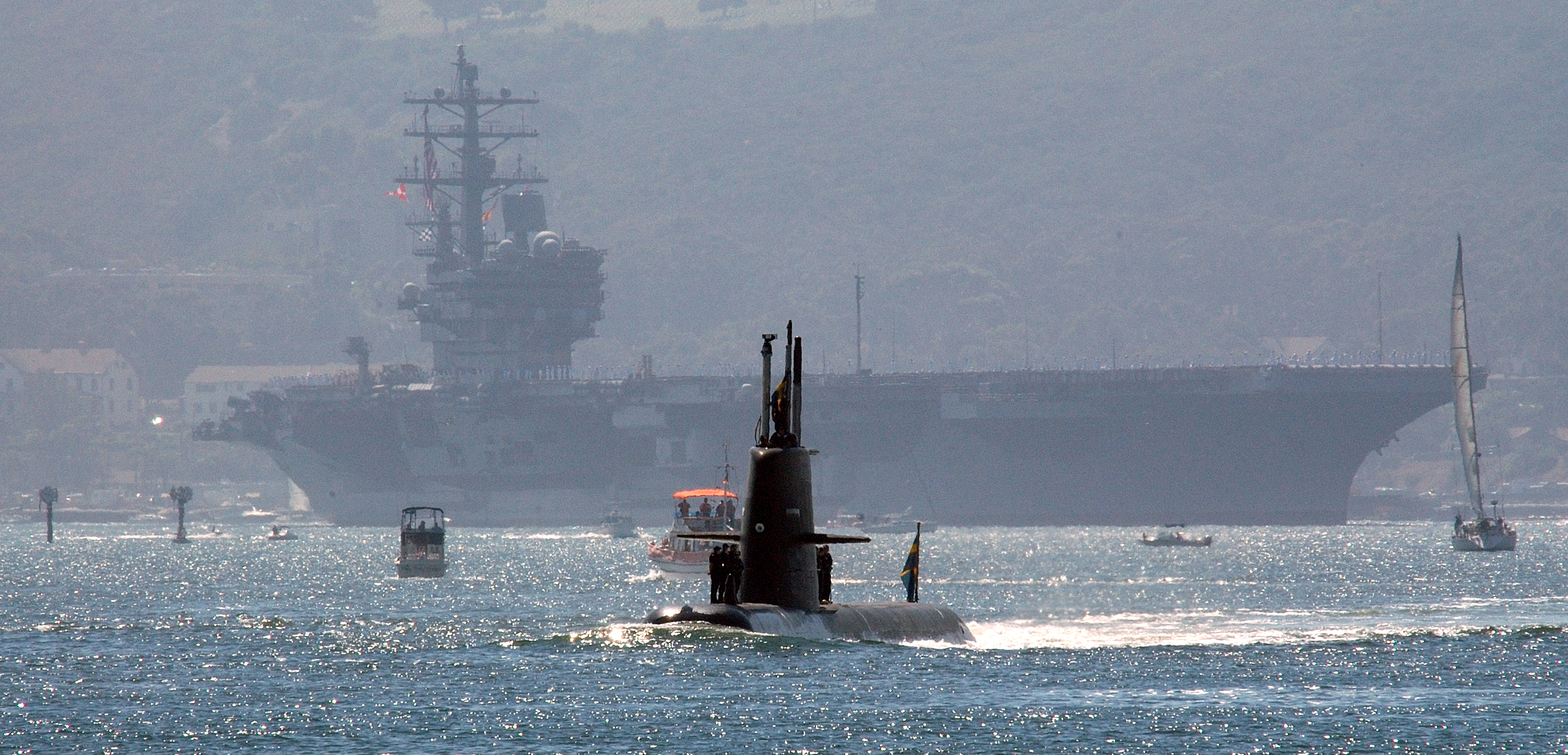
Tillsammans med hangarfartyget USS Ronald Reagan (CVN-76).
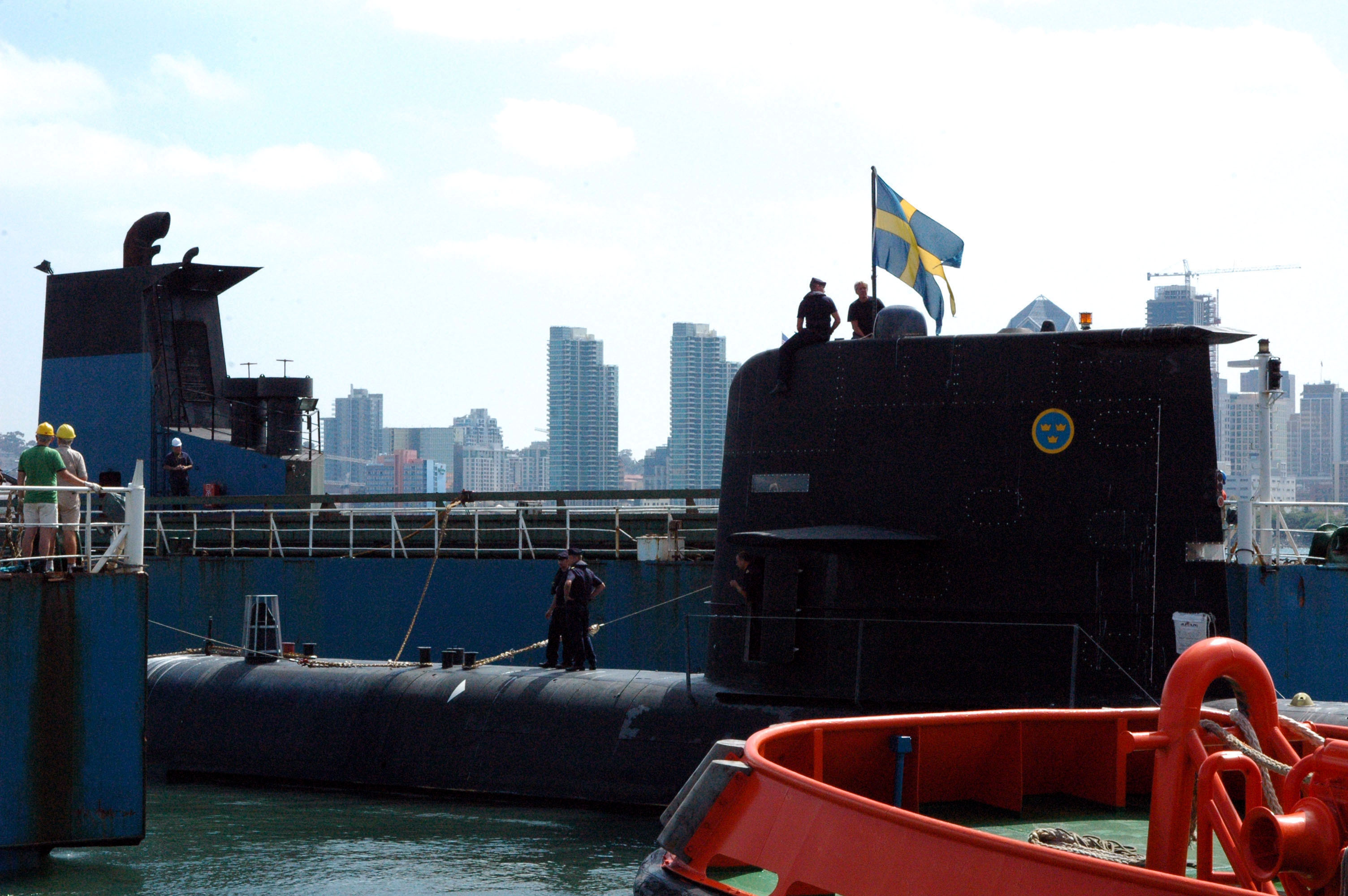
I San Diego, USA.